# Chloë Grace Moretz
Chloë Grace Moretz (phát âm /məˈrɛts/); sinh ngày 10 tháng 2 năm 1997) là một nữ diễn viên người Mỹ. Cô bắt đầu sự nghiệp diễn xuất của mình năm 2004 khi đó mới 7 tuổi và nhận được đề cử giải thưởng đầu tiên vào năm sau với phim The Amityville Horror. Những bộ phim khác của cô gồm có: (500) Days of Summer, The Poker House, Diary of a Wimpy Kid, Kick-Ass và Kick-Ass 2, Let Me In, Hugo, Dark Shadows, Carrie, If I Stay, The Equalizer, và The 5th Wave. Moretz lồng tiếng cho nhân vật Hit-Girl trong Kick-Ass: The Game và Emily Kaldwin trong Dishonored.
Sự nghiệp người mẫu của cô bao gồm người mẫu bìa và các người mẫu ảnh cho các tạp chí như Vogue, Marie Claire và Elle.

## Tiểu sử
Moretz sinh ra ở Atlanta, Georgia, và lớn lên ở Cartersville, Georgia. Mẹ của cô, Teri (née Duke, sinh ngày 7 tháng 9 năm 1961), là một y tá và cha cô, McCoy Lee Moretz (sinh ngày 29 tháng 5 năm 1957), là một bác sĩ phẫu thuật thẩm mỹ. Cô có bốn người anh lớn tuổi hơn là: Brandon, Trevor, Colin và Ethan. Cô đã mô tả gia đình cô là "rất sùng Kito giáo". Cô chuyển đến thành phố New York vào năm 2002 cùng với mẹ và anh trai Trevor vì cô đã được nhận vào trường nghệ thuật biểu diễn chuyên nghiệp Professional Performing Arts School, nơi khiến cô thêm yêu thích diễn xuất. Moretz sẽ giúp Trevor nghiên cứu lí thuyết, và anh đã dạy cô một số kỹ thuật diễn xuất mà anh đã học được ở trường. Khi Moretz nhận ra mình rất yêu thích diễn xuất, gia đình cô đã quyết định cho cô tham gia thử vai để thử xem cô có thể áp dụng kỹ năng diễn xuất chuyên nghiệp của mình hay không.

## Sự nghiệp
Vai diễn đầu tiên của cô ở Hollywood là vai Violet trong 2 tập của bộ phim truyền hình The Guardian, và vai diễn điện ảnh đầu tiên của cô là vai Molly trong phim Heart of the Beholder.
Cô vẫn còn vô danh cho đến vai diễn thứ hai của mình trên màn ảnh rộng vào năm 2005 với bộ phim làm lại The Amityville Horror, bộ phim đã giúp cô được đề cử Giải thưởng Nghệ sĩ trẻ xuất sắc. Sau Amityville, sự nghiệp của Moretz tiếp tục khởi sắc, cô nhận được một số vai diễn khách mời trên truyền hình, và được nhận một vai nhỏ trong Big Momma's House 2. Một trong những vai diễn đáng chú ý của cô trong thời điểm này là vai Kiki George trong phim Dirty Sexy Money, và Sherri Maltby trong phim Những bà nội trợ kiểu Mỹ. Moretz cũng lồng tiếng cho nhân vật Darby trong bộ phim hoạt hình My Friends Tigger & Pooh phiên bản Anh Mỹ.
Sau buổi công chiếu ra mắt phim The Amityville Horror, cô đã trở thành khách mời thường xuyên trong các buổi ra mắt phim. Cô đặc biệt yêu thích thời trang và ăn mặc theo phong cách đặc trưng của riêng mình.

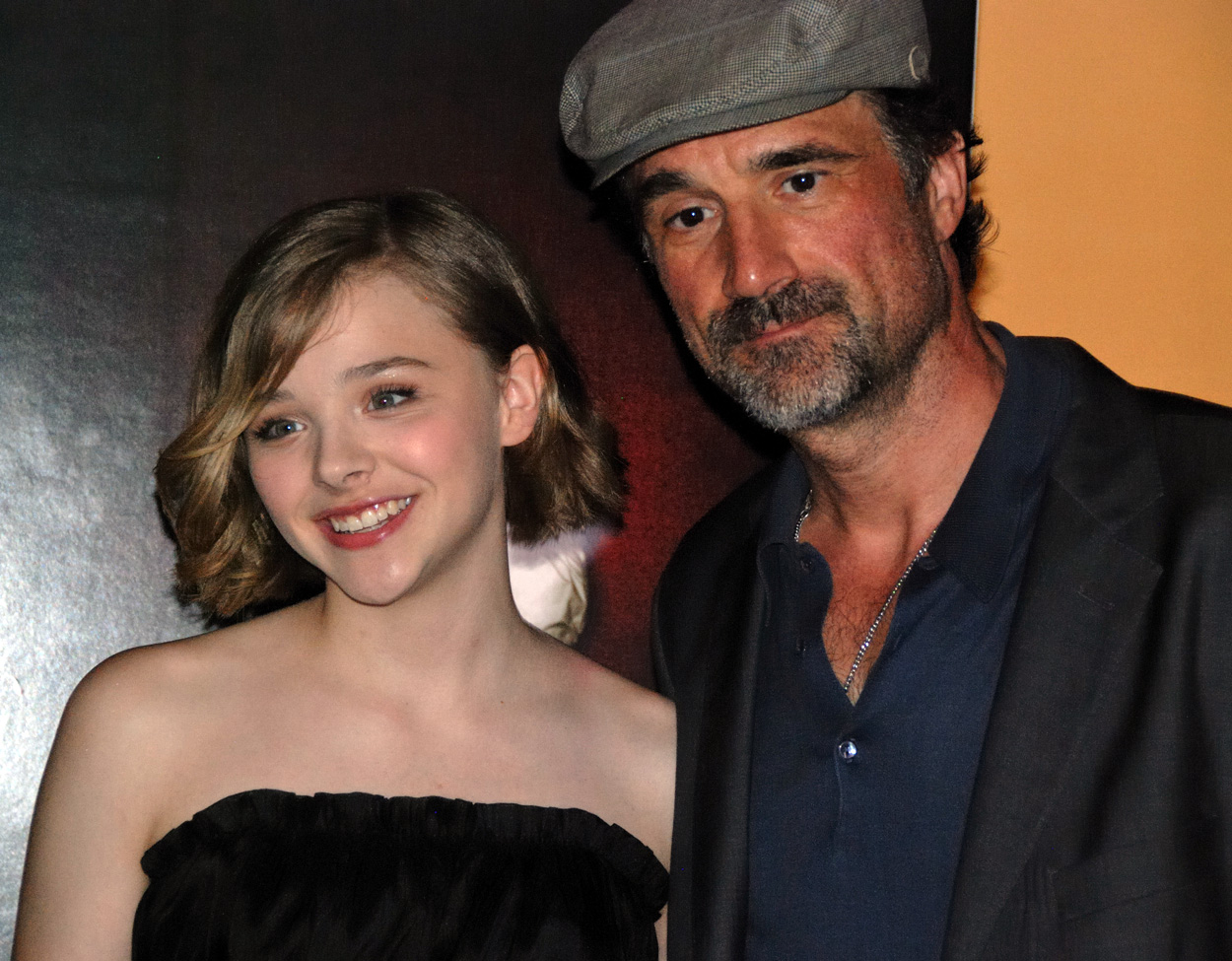
Moretz cùng Elias Koteas trong buổi giới thiệu phim Let Me In.

Vào năm 2010, Moretz vào vai Hit-Girl trong bộ phim có chủ đề siêu anh hùng mang tên Kick-ass, của đạo diễn Matthew Vaughn dựa theo cuốn truyện tranh cùng tên của họa sĩ Mark Millar và John Romita, Jr., cô đã nhận được rất nhiều lời khen ngợi tích cực. Moretz đã tập luyện trong khóa huấn luyện của Thành Long trong 3 tháng trước khi Kick-ass khởi quay và đã tự mình tham gia hầu hết các cảnh hành động nguy hiểm. Cũng trong năm đó, cô vào vai Abby, một ma cà rồng 12 tuổi, trong bộ phim kinh dị Let Me In được làm lại từ bộ phim Thụy Điển Let the Right One In, công chiếu vào ngày 1 tháng 10 năm 2010. Vai diễn tiếp theo của cô là Ann Sliger trong bộ phim tội ác kinh dị Texas Killing Fields.
Một trong những vai diễn trong tương lai của Moretz là vai Isabelle trong bộ phim điện ảnh Hugo của đạo diễn Martin Scorsese được chuyển thể từ cuốn tiểu thuyết The Invention of Hugo Cabret, và Hick, chuyển thể từ cuốn tiểu thuyết của Andrea Portes.
Moretz đã được nhận vai chính trong dự án phim Emily the Strange. Dự án đã được đề cập 2 năm trước bởi chủ tịch Mike Richardson của Dark Horse Entertainment, ông đã thông báo kế hoạch đưa nhân vật Emily lên màn ảnh rộng. Dự án khởi đầu bằng một hình ảnh biểu tượng vào năm 1991 để thúc đẩy phong cách thời trang truyện tranh của Emily, loạt truyện tranh được tái xuất bản từ năm 2001 bởi Dark Horse Comics.

## Phim đã tham gia

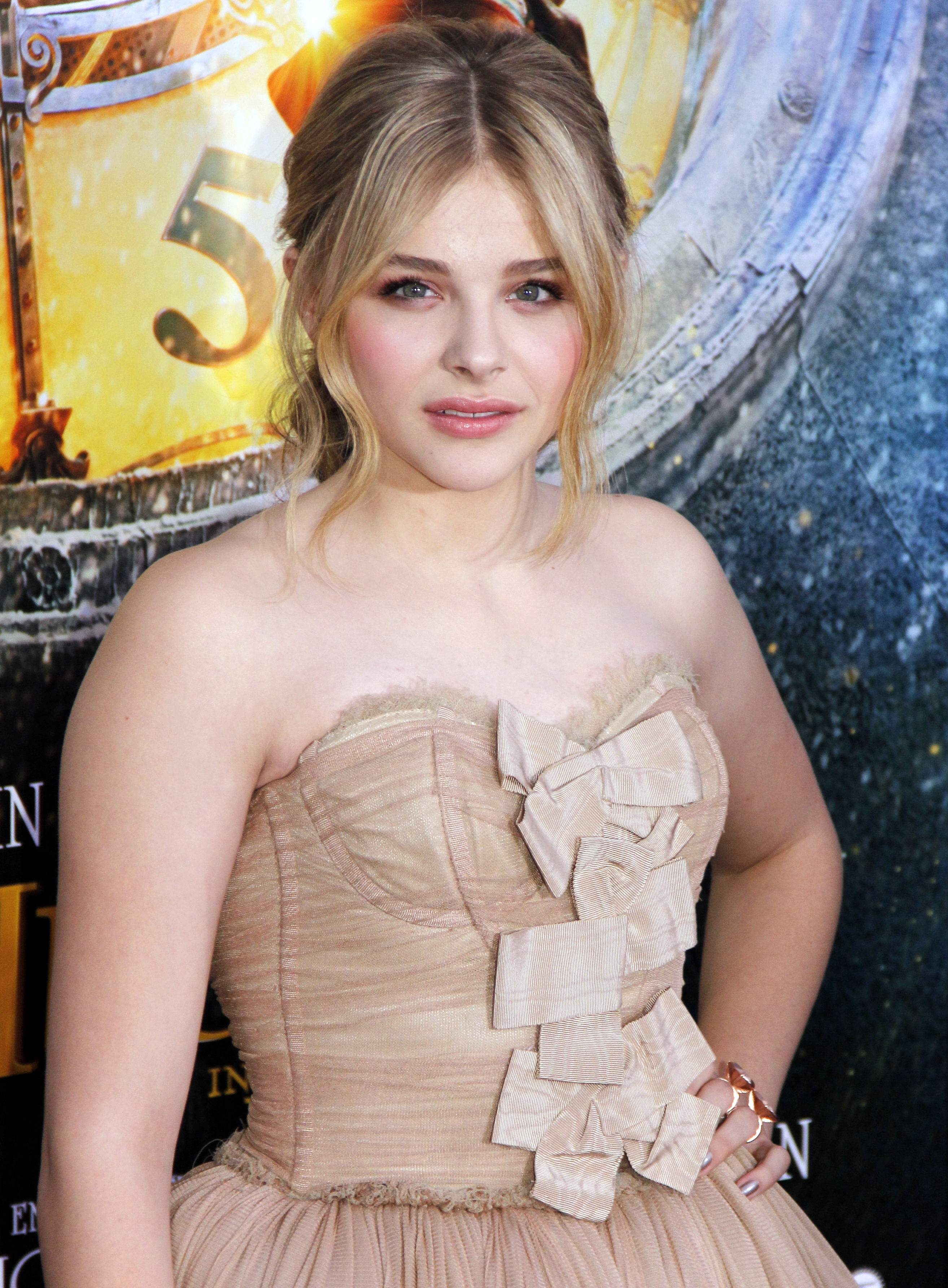
Moretz tại lễ ra mắt phim Hugo tại New York vào tháng 11 năm 2011.

### Phim điện ảnh
| Năm  | Tên                              | Vai                           | Ghi chú                        |
| ---- | -------------------------------- | ----------------------------- | ------------------------------ |
| 2005 | The Amityville Horror            | Chelsea Lutz                  |                                |
| 2005 | Heart of the Beholder            | Molly                         |                                |
| 2005 | Today You Die                    | St. Thomas Hospital Girl      |                                |
| 2006 | Big Momma's House 2              | Carrie Fuller                 |                                |
| 2006 | Room 6                           | Melissa Norman                |                                |
| 2006 | Wicked Little Things             | Emma Tunny                    |                                |
| 2007 | Super Sleuth Christmas Movie     | Darby (lồng tiếng)            | Hậu kỳ                         |
| 2007 | Hallowed Ground                  | Sabrina                       |                                |
| 2007 | The Third Nail                   | Hailey                        |                                |
| 2008 | The Eye                          | Alicia                        |                                |
| 2008 | The Poker House                  | Cammie                        |                                |
| 2008 | Bolt                             | Young Penny (voice)           |                                |
| 2009 | Not Forgotten                    | Toby Bishop                   |                                |
| 2009 | 500 ngày yêu                     | Rachel Hansen                 |                                |
| 2009 | Tigger & Pooh and a Musical Too  | Darby (lồng tiếng)            | Hậu kỳ                         |
| 2009 | Jack and the Beanstalk           | Jillian                       |                                |
| 2010 | Kick-Ass                         | Mindy McCready / Hit-Girl     |                                |
| 2010 | Nhật ký chú bé nhút nhát         | Angie Steadman                |                                |
| 2010 | Super Duper Super Sleuths        | Darby (lồng tiếng)            | Hậu kỳ                         |
| 2010 | Let Me In                        | Abby                          |                                |
| 2011 | Our Deal                         | Veronica                      | Phim ngắn                      |
| 2011 | Texas Killing Fields             | Little Ann Sliger             |                                |
| 2011 | Hick                             | Luli McMullen                 |                                |
| 2011 | Hugo                             | Isabelle                      |                                |
| 2011 | Scary Girl                       | Enid Krysinski                | Phim ngắn                      |
| 2012 | Dark Shadows                     | Carolyn Stoddard              |                                |
| 2013 | 43 ngày kỳ quặc                  | Amanda                        | Phân đoạn: "Middleschool Date" |
| 2013 | Kick-Ass 2                       | Mindy McCready / Hit-Girl     |                                |
| 2013 | Carrie                           | Carrie White                  |                                |
| 2013 | Girl Rising                      | Người dẫn chuyện              | Phim tài liệu                  |
| 2014 | Laggies                          | Annika                        |                                |
| 2014 | Muppets Most Wanted              | Newspaper Delivery Girl       | Vai cameo                      |
| 2014 | Clouds of Sils Maria             | Jo-Anne Ellis                 |                                |
| 2014 | Nếu ở lại                        | Mia Hall                      |                                |
| 2014 | Thiện ác đối đầu                 | Alina / Teri                  |                                |
| 2014 | The Tale of the Princess Kaguya  | Kaguya Houraisan (lồng tiếng) |                                |
| 2015 | Dark Places                      | Young Diondra Wertzner        |                                |
| 2016 | Đợt tấn công thứ 5               | Cassie Sullivan               |                                |
| 2016 | Neighbors 2: Sorority Rising     | Shelby                        |                                |
| 2016 | Brain on Fire                    | Susannah Cahalan              |                                |
| 2017 | I Love You, Daddy                | China Topher                  |                                |
| 2017 | November Criminals               | Phoebe "Digger"               |                                |
| 2018 | The Miseducation of Cameron Post | Cameron Post                  |                                |
| 2018 | Suspiria                         | Patricia Hingle               |                                |
| 2018 | Greta                            | Frances                       |                                |
| 2019 | Đôi giày đỏ và bảy chú lùn       | Snow White (lồng tiếng)       |                                |
| 2019 | Gia đình Addams                  | Wednesday Addams (lồng tiếng) |                                |
| 2020 | Shadow in the Cloud              | Flight Officer Maude Garrett  |                                |
| 2021 | Tom & Jerry                      | Kayla Montgomery              |                                |
| 2021 | Gia đình Addams 2                | Wednesday Addams (lồng tiếng) |                                |
| 2021 | Mother/Android                   | Georgia                       |                                |
| 2023 | Nimona                           | Nimona (lồng tiếng)           |                                |

### Phim truyền hình
| Năm     | Tên                      | Vai                  | Ghi chú                                      |
| ------- | ------------------------ | -------------------- | -------------------------------------------- |
| 2004    | The Guardian             | Violet               | 2 tập                                        |
| 2005    | Family Plan              | Young Charlie        | Phim truyền hình                             |
| 2005    | My Name Is Earl          | Candy Stoker         | Tập: "Broke Joy's Fancy Figurine"            |
| 2006    | The Emperor's New School | Furi (voice)         | Tập: "Kuzcogarten"                           |
| 2006–07 | Desperate Housewives     | Sherri Maltby        | 2 tập                                        |
| 2007    | The Cure                 | Emily                |                                              |
| 2007–08 | Dirty Sexy Money         | Kiki George          | 7 tập                                        |
| 2007–10 | My Friends Tigger & Pooh | Darby (lồng tiếng)   | 87 tập                                       |
| 2011–13 | 30 Rock                  | Kaylie Hooper        | 3 tập                                        |
| 2013    | American Dad!            | Honey (lồng tiếng)   | Tập: "Steve & Snot's Test-Tubular Adventure" |
| 2015    | Mickey Mouse Clubhouse   | Boodles (lồng tiếng) | Tập: "Mickey's Monster Musical"              |
| 2022    | The Peripheral           | Flynne Fisher        |                                              |

### Sân khấu
| Năm  | Tên         | Vai             | Ghi chú            |
| ---- | ----------- | --------------- | ------------------ |
| 2014 | The Library | Caitlin Gabriel | The Public Theatre |

### MV ca nhạc
| Năm  | Bài hát              | Nghệ sĩ                             |
| ---- | -------------------- | ----------------------------------- |
| 2010 | "Answer to Yourself" | The Soft Pack                       |
| 2011 | "Our Deal"           | Best Coast                          |
| 2011 | "Ouch"               | Dionne Bromfield featuring Mz Bratt |

### Trò chơi điện tử
| Năm  | Tên                  | Lồng tiếng                |
| ---- | -------------------- | ------------------------- |
| 2010 | Kick-Ass: The Game   | Mindy Macready / Hit-Girl |
| 2012 | Dishonored           | Emily Kaldwin             |
| 2014 | Kick-Ass 2: The Game | Mindy Macready / Hit-Girl |

## Giải thưởng và đề cử
| Giải thưởng            | Năm  | Hạng mục                                                                         | Kết quả   | Phim                     |
| ---------------------- | ---- | -------------------------------------------------------------------------------- | --------- | ------------------------ |
| Young Artist Award     | 2006 | Best Performance in a Feature Film – Young Actress Age Ten or Younger            | Đề cử     | The Amityville Horror    |
| Young Artist Award     | 2007 | Best Performance in a Feature Film – Young Actress Age Ten or Younger            | Đề cử     | Big Momma's House 2      |
| Young Artist Award     | 2007 | Best Performance in a TV Series (Comedy or Drama) – Guest Starring Young Actress | Đề cử     | Desperate Housewives     |
| Young Artist Award     | 2008 | Best Performance in a Voice-Over Role – Young Actress                            | Đề cử     | My Friends Tigger & Pooh |
| Young Artist Award     | 2008 | Best Performance in a TV Series – Recurring Young Actress                        | Đề cử     | Dirty Sexy Money         |
| Young Artist Award     | 2010 | Best Performance in a Feature Film – Supporting Actress                          | Đề cử     | (500) Days of Summer     |
| Teen Choice Awards     | 2010 | Choice Movie: Female Breakout                                                    | Đề cử     | Kick-ass                 |
| Scream Awards          | 2010 | Best Fantasy Actress                                                             | Đề cử     | Kick-ass                 |
| Scream Awards          | 2010 | Best Superhero                                                                   | Đề cử     | Kick-ass                 |
| Scream Awards          | 2010 | Best Breakthrough Performance – Female                                           | Đoạt giải | Kick-ass                 |
| Young Artist Award     | 2011 | Best Performance in a Feature Film – Leading Young Actress                       | Đề cử     | Kick-ass                 |
| MTV Movie Awards       | 2011 | Best Breakout Star                                                               | Đoạt giải | Kick-ass                 |
| MTV Movie Awards       | 2011 | Biggest Badass Star                                                              | Đoạt giải | Kick-ass                 |
| MTV Movie Awards       | 2011 | Best Fight (Shared with Mark Strong)                                             | Đề cử     | Kick-ass                 |
| Critics' Choice Awards | 2011 | Best Young Actress/Actor                                                         | Đề cử     | Kick-ass                 |
| Critics' Choice Awards | 2011 | Best Young Actress/Actor                                                         | Đề cử     | Let Me In                |
| Saturn Award           | 2011 | Best Performance by a Younger Actor                                              | Đoạt giải | Let Me In                |
| Scream Awards          | 2011 | Best Horror Actress                                                              | Đoạt giải | Let Me In                |
| Young Artist Award     | 2011 | Best Performance in a Feature Film - Young Ensemble Cast                         | Đề cử     | Let Me In                |
| Young Artist Award     | 2011 | Best Performance in a Feature Film - Young Ensemble Cast                         | Đoạt giải | Diary of a Wimpy Kid     |
| Empire Awards          | 2011 | Best Newcomer                                                                    | Đoạt giải | Let Me In / Kick-ass     |